# Kuhstraße (Rostock)

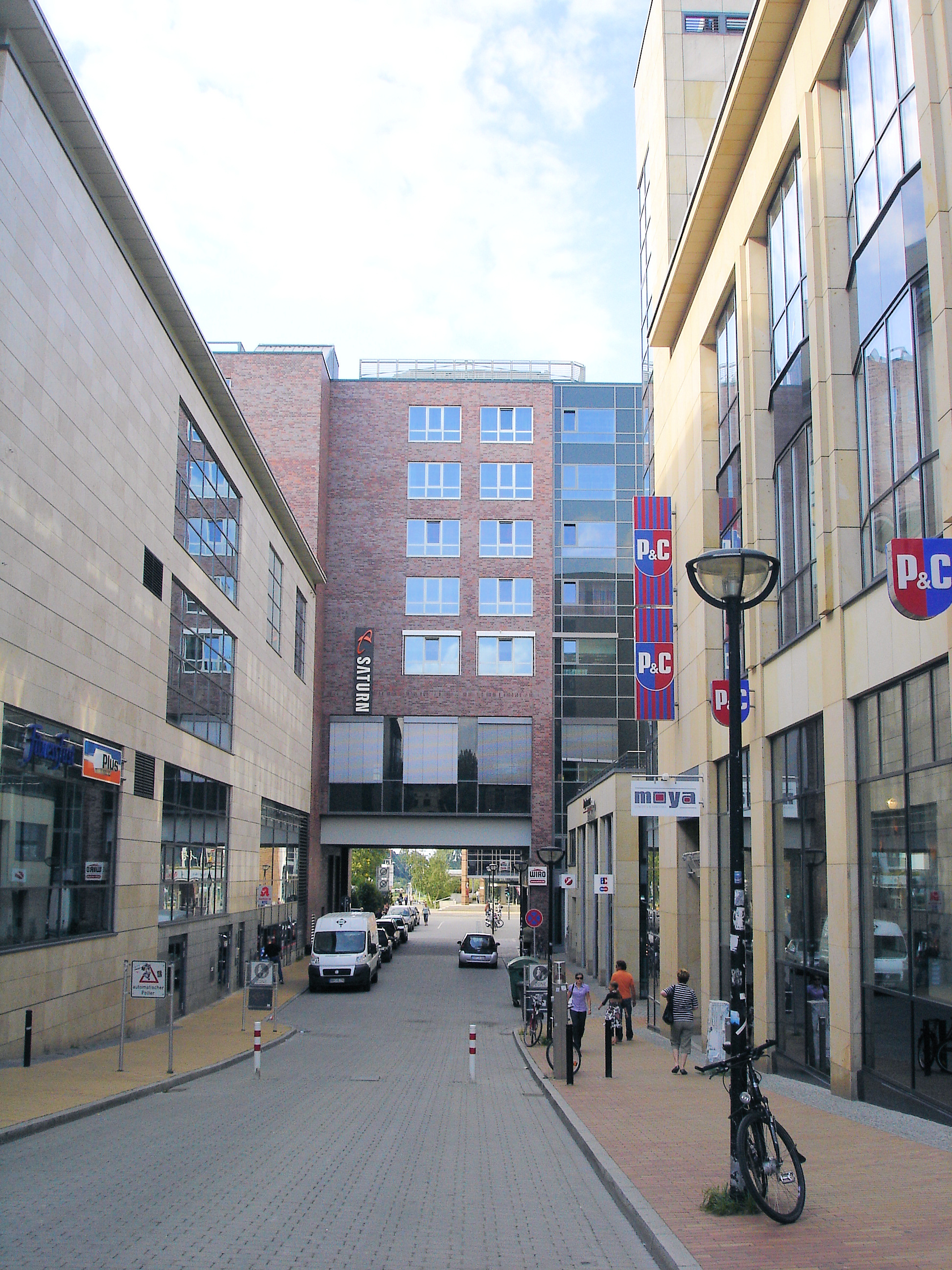
Kuhstraße von Süden

Die Kuhstraße in Rostock ist eine historische Straße im Stadtkern der Hansestadt. Sie verbindet die Lange Straße im Norden mit der Kröpeliner Straße im Süden. Die Kuhstraße lag in der westlichen Peripherie der einstigen Rostocker Neustadt.

## Geschichte
Von den sieben Parallelstraßen, die die beiden West-Ost-Achsen der Stadt heute verbinden, ist die Kuhstraße die westlichste. Sie wurde im Jahr 1288 als platea vaccarum ersterwähnt. Die Kuhstraße, wie auch ihre nicht mehr vorhandene westliche Parallelstraße, die Baustraße, erhielten wohl ihren Namen daher, dass einige Bewohner der westlichen Stadtperipherie ihren Lebensunterhalt auf den Äckern und Weiden westlich der Stadtmauern verdienten. Im mittelalterlichen Rostock waren städtisches und ländliches Leben miteinander verwoben.
In der Straße wohnten vorwiegend Fleischer, Handwerker, Pferdehändler und Tagelöhner, dementsprechend wurden in der Kuhstraße vorwiegend Buden errichtet. Nur zwei Giebelhäuser sind bezeugt.
Infolge des Vier-Tage-Bombardements der britischen Luftwaffe auf Rostock Ende April 1942 wurden die Kuhstraße wie auch die Baustraße völlig vernichtet, im nördlichen Bereich zwischen Kröpeliner Tor und Kuhstraße blieb nur ein Gebäude des Laager Architekten Paul Korff erhalten. Diese Baulücke sollte über 60 Jahre Bestand haben.
Nach dem Zweiten Weltkrieg blieb zwar der Verlauf der Kuhstraße bestehen, allerdings strich man aus den Adressbüchern den Namen Kuhstraße. Die Baustraße hingegen wurde nicht einmal in ihrem Verlauf wiedererrichtet und ist heute nahezu vergessen. In den 60er Jahren errichtete man auf der Nord-West-Seite das Warnow-Hotel in Plattenbauweise, auf der Westseite entstand ein gastronomischer Komplex. Hotel und Restaurants waren durch einen Übergang über der Kuhstraße miteinander verbunden. 2003 wurde das Warnow-Hotel zugunsten eines Hotelneubaus in Klinkerbauweise abgerissen. Im selben Jahr erhielt die Kuhstraße ihren alten Namen zurück.
Im Jahr 2007 eröffnete schließlich die zwischen Kröpeliner Tor und Kuhstraße befindliche Einkaufspassage Kröpeliner Tor Center ihre Pforten. Damit wurde eine 65 Jahre alte Baulücke geschlossen.

## Quelle
- Ernst Münch, Ralf Mulsow: Das alte Rostock und seine Straßen. Redieck & Schade, Rostock 2006, ISBN 3-934116-57-4.

Koordinaten: 54° 5′ 21″ N, 12° 7′ 50″ O